# Rautujärvi (sjö i Finland, Lappland, lat 68,35, long 23,62)
Rautujärvi är en sjö i Finland. Den ligger i kommunen Enontekis i landskapet Lappland, i den norra delen av landet, 900 km norr om huvudstaden Helsingfors. Rautujärvi ligger 336,8 meter över havet. Arean är 34,3 hektar och strandlinjen är 4,05 kilometer lång. Sjön  ingår i Kemi älvs huvudavrinningsområde. 